# Marie Duhem
Pour les articles homonymes, voir Duhem.
Marie Duhem, née Marie Sergeant à Guemps le 18 mars 1871 et morte à Douai le 9 juillet 1918, est une artiste peintre française.

## Biographie
Les parents de Marie Duhem dirigent une manufacture de dentelle. Dès son enfance, elle se familiarise au travail des dessinateurs de modèles. Elle devient l’élève du peintre Adrien Demont, époux de l’artiste peintre Virginie Demont-Breton. C’est dans leur atelier de Wissant qu’elle rencontre, en 1889, Henri Duhem, de 11 ans son aîné, avocat passionné de peinture. Ils se marient en 1890 et, l'année suivante, elle donne naissance à un garçon, Rémy Duhem (1891-1915). C'est l'époque du groupe de Wissant (encore appelé École de Wissant) : autour des Demont-Breton, chaque été pendant plusieurs années, les Duhem, installés dans leur maison de campagne à Camiers, retrouvent tout un groupe d’amis venus peindre, sur le motif, la campagne du boulonnais et le littoral de la Côte d'Opale. Parmi les plus assidus, l’on compte Georges Maroniez, Francis Tattegrain, Fernand Stiévenart ou encore Félix Planquette.

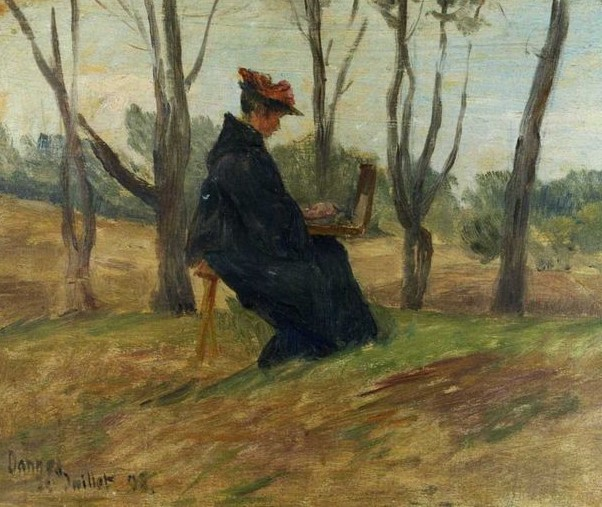
Henri Duhem, Portrait de Marie Duhem peignant (1893), musée de la Chartreuse de Douai.

Marie Duhem forme avec son mari un couple d’artistes unis partageant quêtes esthétiques et passion pour la collection. Ils acquièrent ainsi un ensemble d’œuvres impressionnistes et postimpressionnistes de premier ordre, dont la Promenade près d'Argenteuil peinte en 1875 par Claude Monet, ou Bouquet de Fleurs peint en 1897 à Tahiti par Paul Gauguin. Nelly Sergeant-Duhem, fille adoptive des Duhem, donne cette collection en 1985 à l'Académie des beaux-arts : elle est conservée au musée Marmottan à Paris.
Exposant à l’étranger (Londres, Rome, Saint-Pétersbourg), Marie Duhem est une femme peintre impliquée dans la vie culturelle de son époque : tout comme son mari, elle entretient des liens amicaux avec Camille Pissarro, Auguste Rodin ou encore Henri Le Sidaner. De ce dernier, elle réalise un portrait à l’huile (aujourd’hui conservé au musée des beaux-arts de Dunkerque) révélateur de l'intimisme dans lequel Henri Le Sidaner et les Duhem s’inscrivent.
Durant la Première Guerre mondiale, le couple perd son fils unique, Rémy Duhem, jeune peintre à l'avenir prometteur, tué à l’assaut des Éparges, le 20 juin 1915. Marie Duhem, très affectée par la mort prématurée de son fils, succombe d’une tumeur, dans la maison familiale de Douai, le 9 juillet 1918, à l’âge de 47 ans. En 1922, Henri Duhem évoque le souvenir de son fils et de sa femme dans un récit intitulé La Mort du foyer. Deux ans plus tard, le critique d’art Camille Mauclair, grand ami du couple, retrace l’œuvre dessinée et peinte des deux artistes défunts, dans un ouvrage à l’iconographie très documentée, intitulé Marie Duhem, Rémy Duhem : hommage, paru aux éditions Jacomet.

## Distinctions
- Officier d'académie
- Chevalière de la Légion d'honneur (1912)

## Son œuvre
On retrouve dans la peinture de Marie Duhem — paysage campagnards, natures mortes ou sujets religieux — l’atmosphère sobre et de recueillement caractérisant l’œuvre de son mari. Certaines de ses œuvres, tel le Jardin à la campagne — celui de sa maison à Camiers — témoignent, par leur facture néoimpressionniste et intimiste, de l’influence d'Henri Le Sidaner.
Marie Duhem est une femme peintre dont la carrière a un rayonnement national. Elle est nommée officier des Palmes académiques, puis reçoit une médaille à l’Exposition universelle de 1900. Une exposition personnelle lui est consacrée en 1906, à Paris, à la galerie Georges Petit. Cette même année, l’État acquiert une huile sur toile intitulée Renoncules blanches pour le musée du Luxembourg, maintenant conservée au musée d’Orsay, qui possède également ses Reines Marguerites dans un vase.

## Œuvres dans les collections publiques
- Bailleul, musée Benoît-De-Puydt : Enfants jouant devant une chaumière, huile sur toile.
- Cambrai, musée de Cambrai : Les Communiantes, huile sur toile.
- Blackburn, Blackburn Museum and Art Gallery : Enfant au jardin (œuvre dédicacée à Thomas Ingham), huile sur panneau.
- Douai, musée de la Chartreuse : 
  - Jonquilles, huile sur toile ;
  - La Véranda, huile sur toile ;
  - La Maison blanche, huile sur toile ;
  - Dahlia jaune sur fond noir, dessin à la pierre noir et à l'aquarelle ;
  - Les Communiantes, 1914, aquarelle.
- Dunkerque, musée des beaux-arts : Portrait d'Henri Le Sidaner, huile sur toile.
- Étaples, musée Quentovic d'Étaples : Paysage, huile sur toile[7].
- Paris :
  - musée du Louvre, département des Arts graphiques : Jeune garçon assis sur une chaise, lisant, 1903, crayon noir et fusain.
  - musée Marmottan : 
    - Jeune femme et son chien, huile sur toile ;
    - Champ avec meules de blé, huile sur toile.

  - musée d’Orsay :
    - Reines marguerites dans un vase, huile sur toile[8] ;
    - Renoncules blanches, 1906, huile sur toile[8].
- Le Touquet-Paris-Plage, musée du Touquet-Paris-Plage : 
  - Jardin à la campagne, huile sur toile ;
  - Clair de lune à Camiers, huile sur toile ;
  - Arbre et banc, huile sur toile.
- Valenciennes, musée des beaux-arts : Âne au pré, huile sur toile.

## Galerie

Œuvres de Marie Duhem
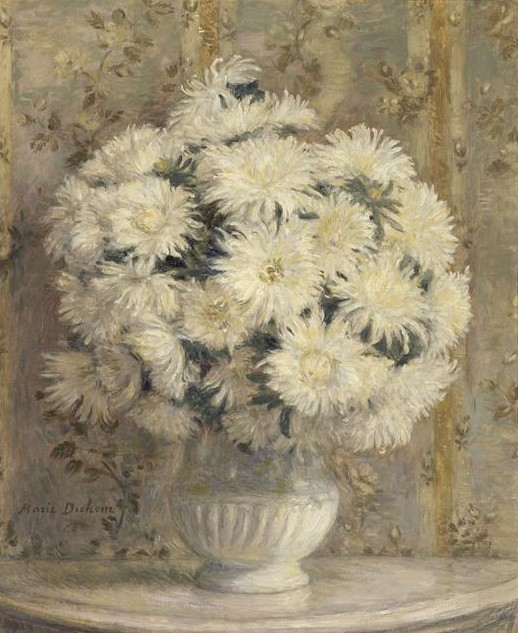
Reines marguerites dans un vase, Paris, musée d’Orsay.
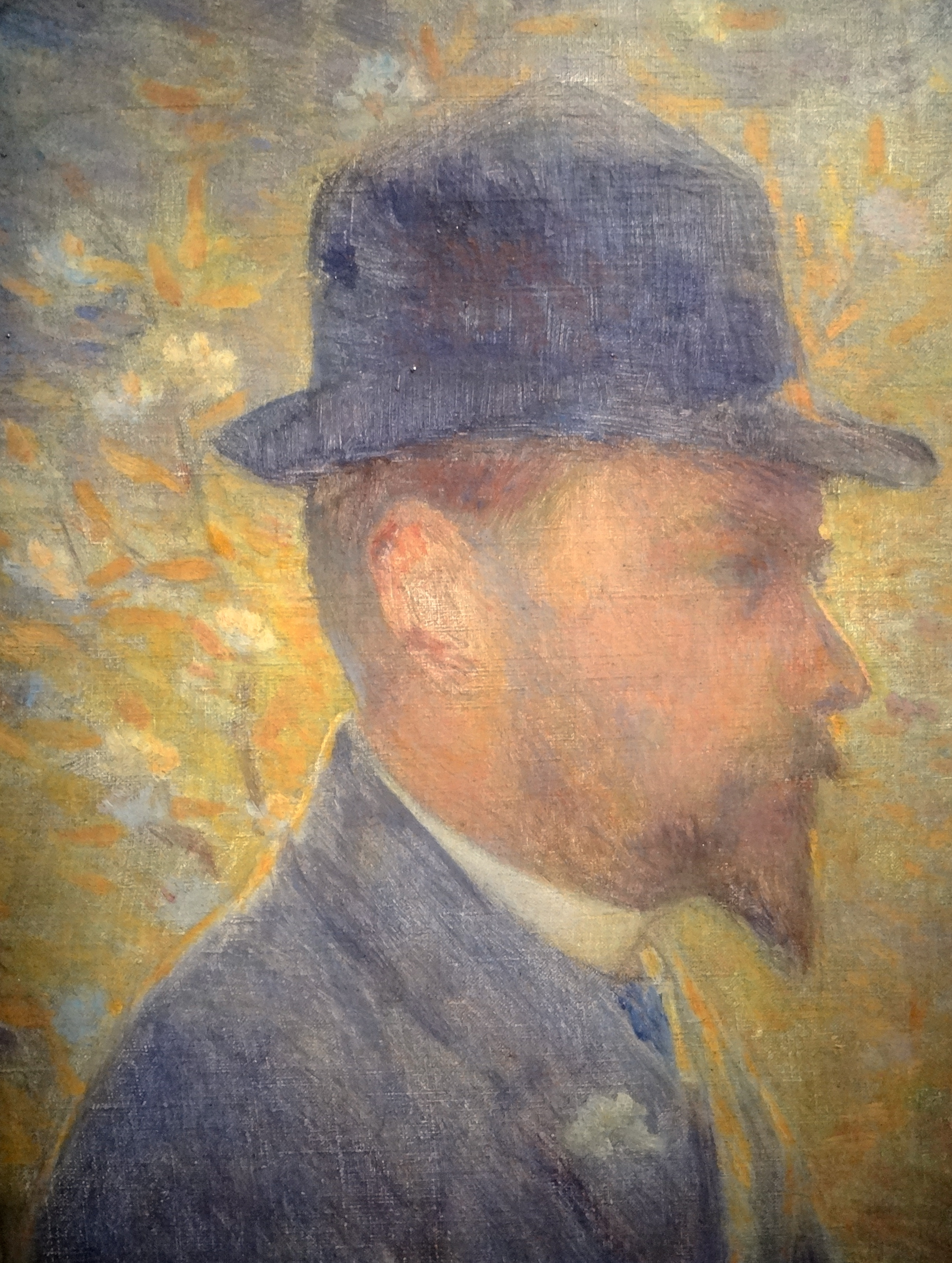
Portrait d'Henri Le Sidaner, musée des beaux-arts de Dunkerque.
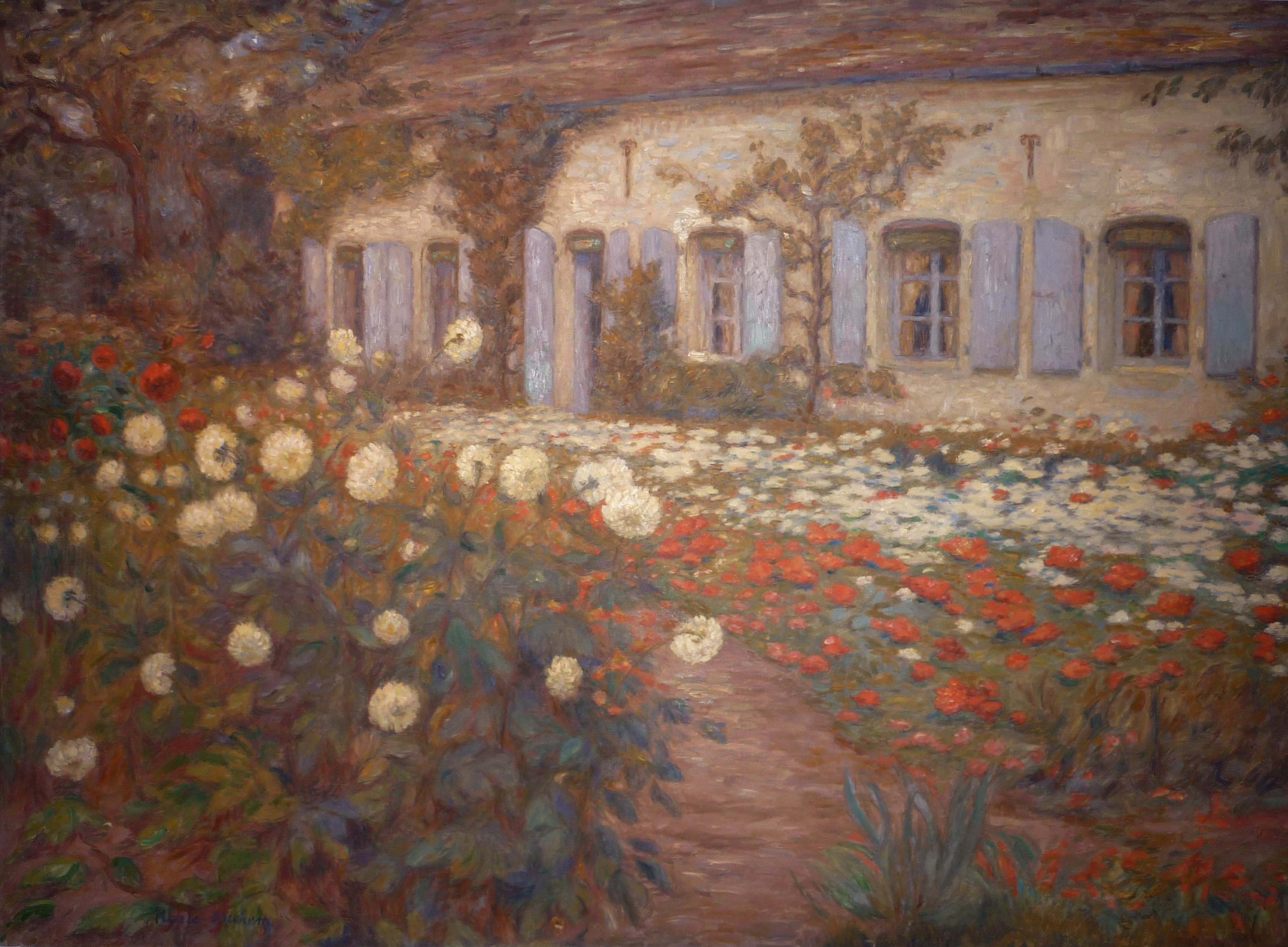
Jardin à la campagne, musée du Touquet-Paris-Plage.
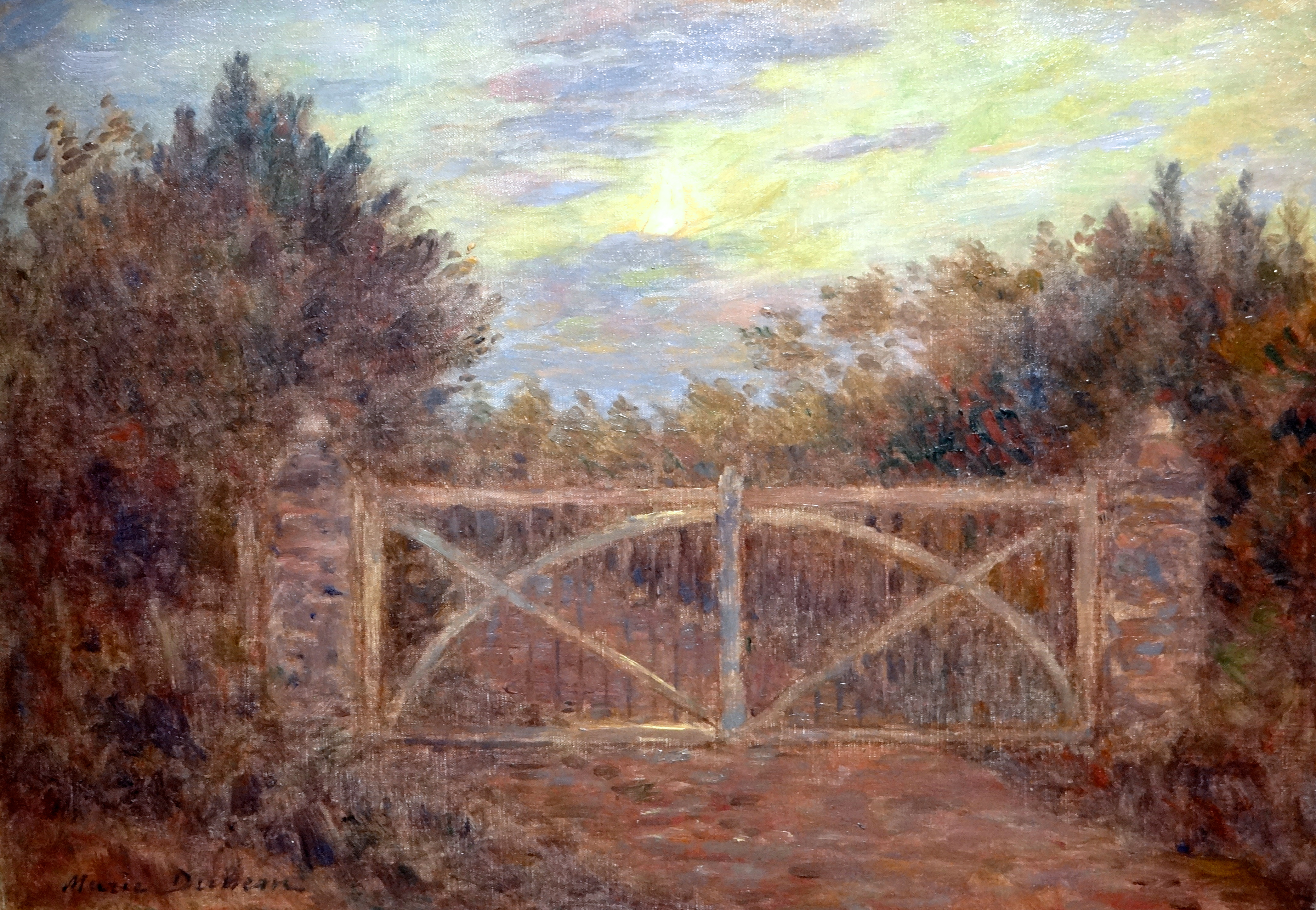
Clair de lune à Camiers, musée du Touquet-Paris-Plage.
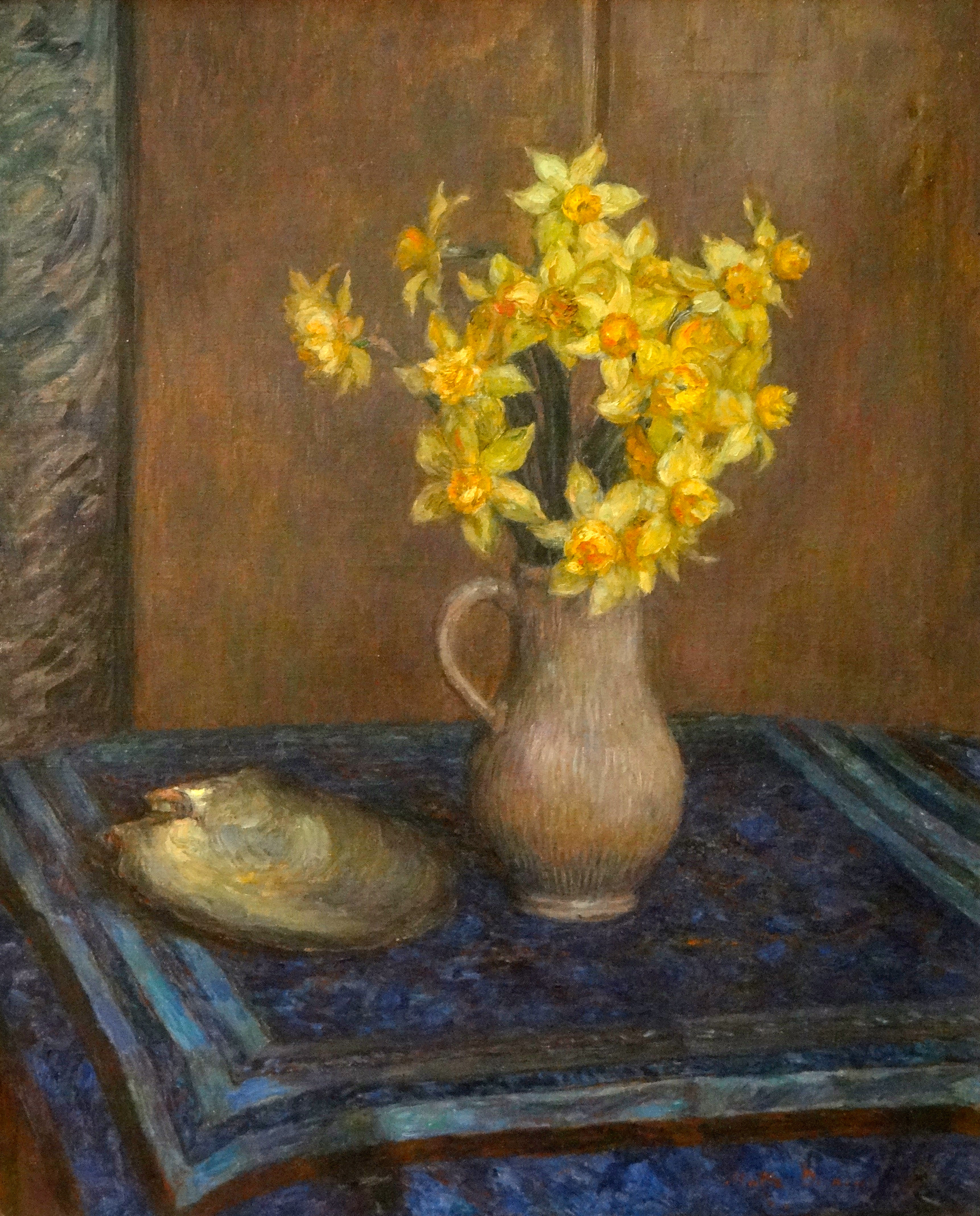
Jonquilles, musée de la Chartreuse de Douai.
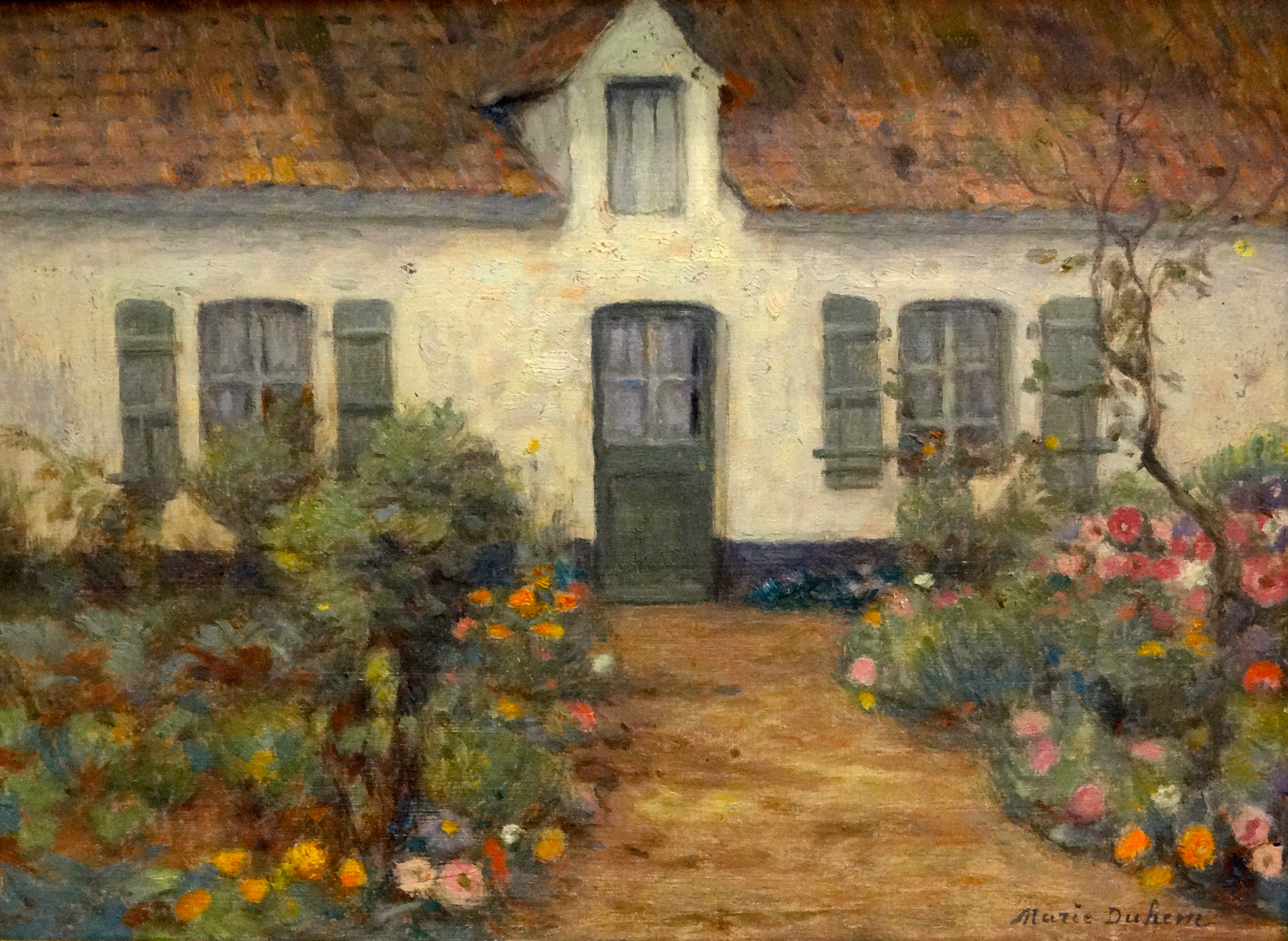
La Maison blanche, musée de la Chartreuse de Douai.
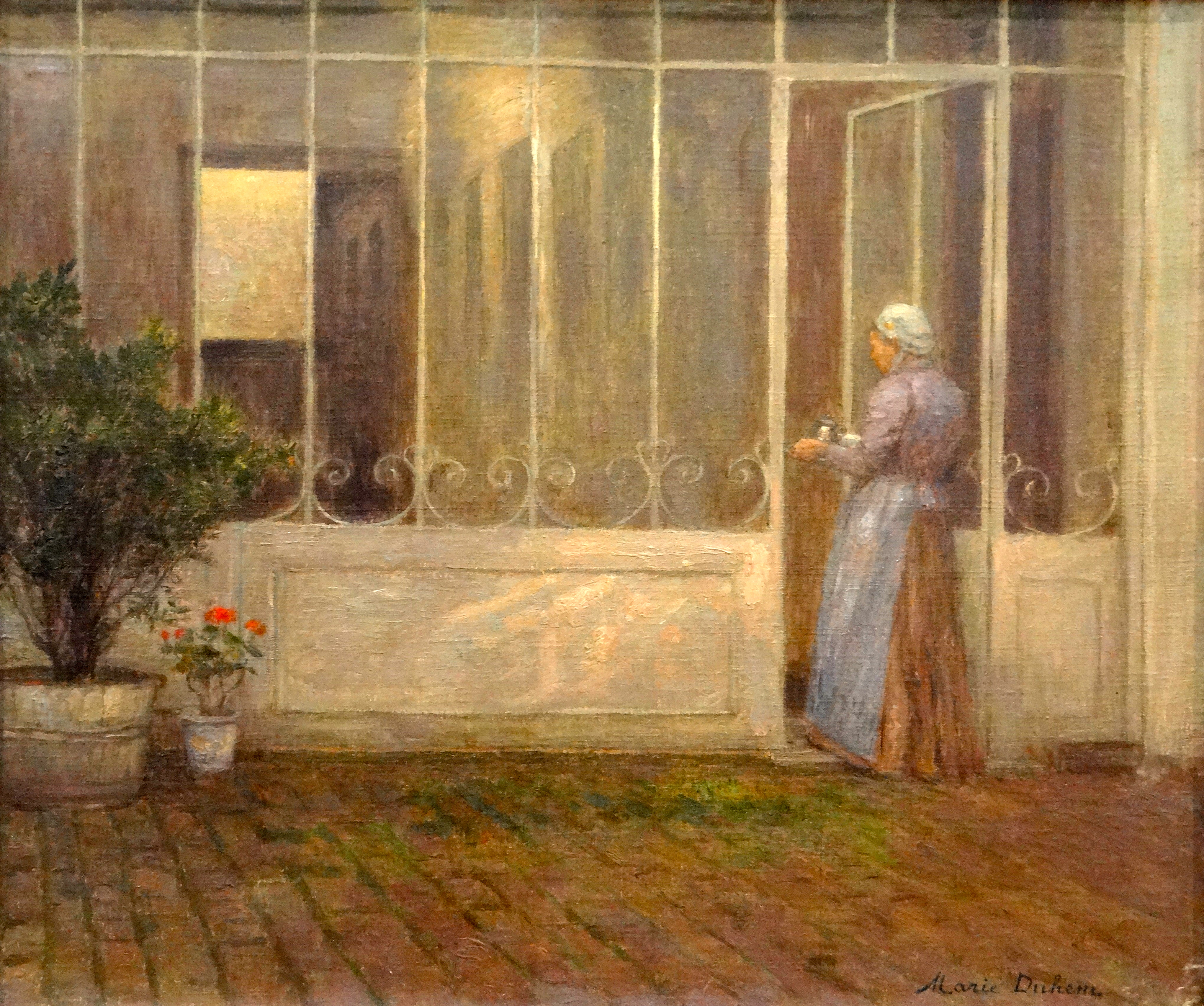
La Véranda, musée de la Chartreuse de Douai.

## Iconographie
- Léon-Ernest Drivier, Marie Duhem, buste en bronze, musée de la Chartreuse de Douai.

Portraits de Marie Duhem
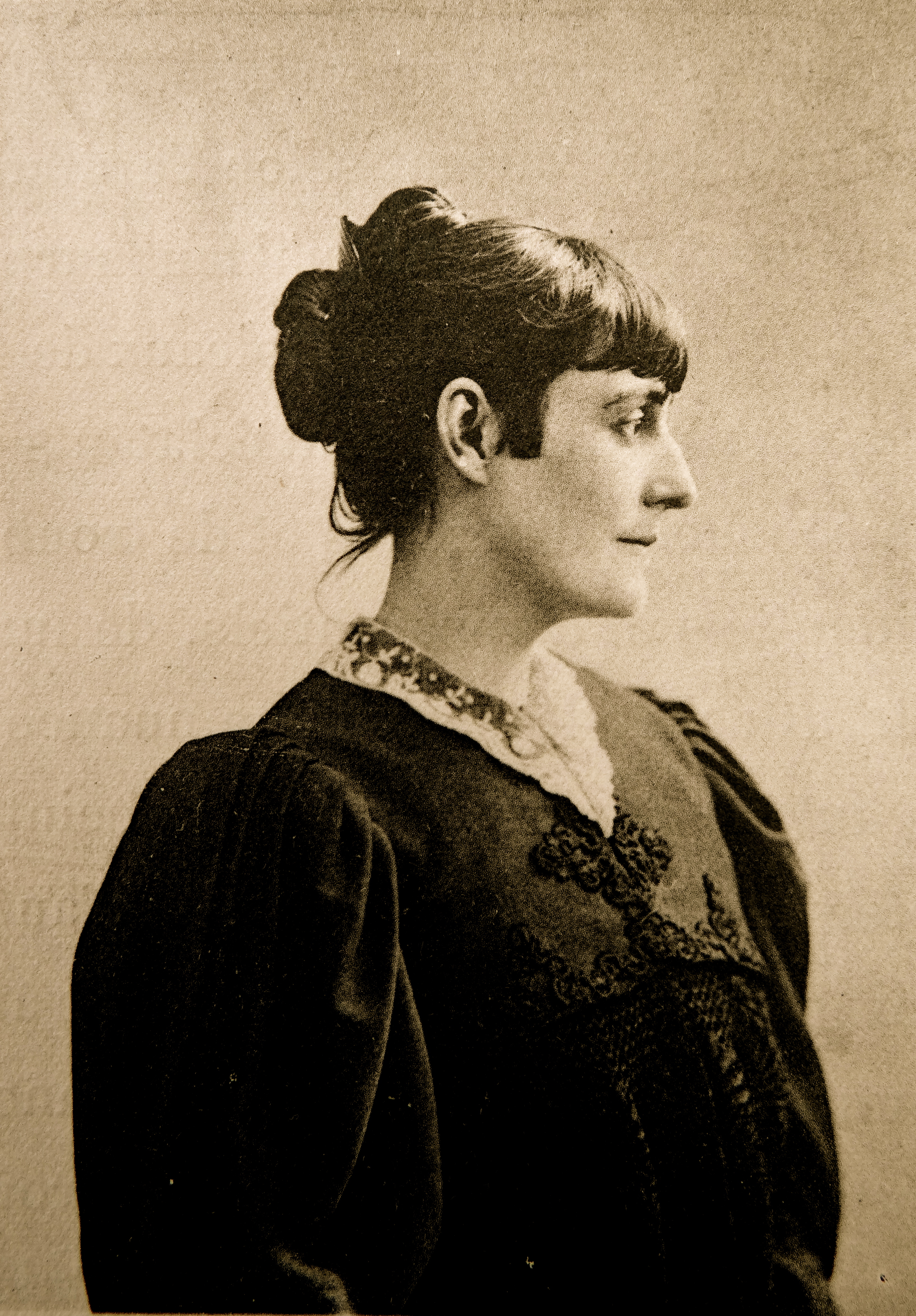
Portrait de Marie Duhem vers 1900, photographie anonyme[9].
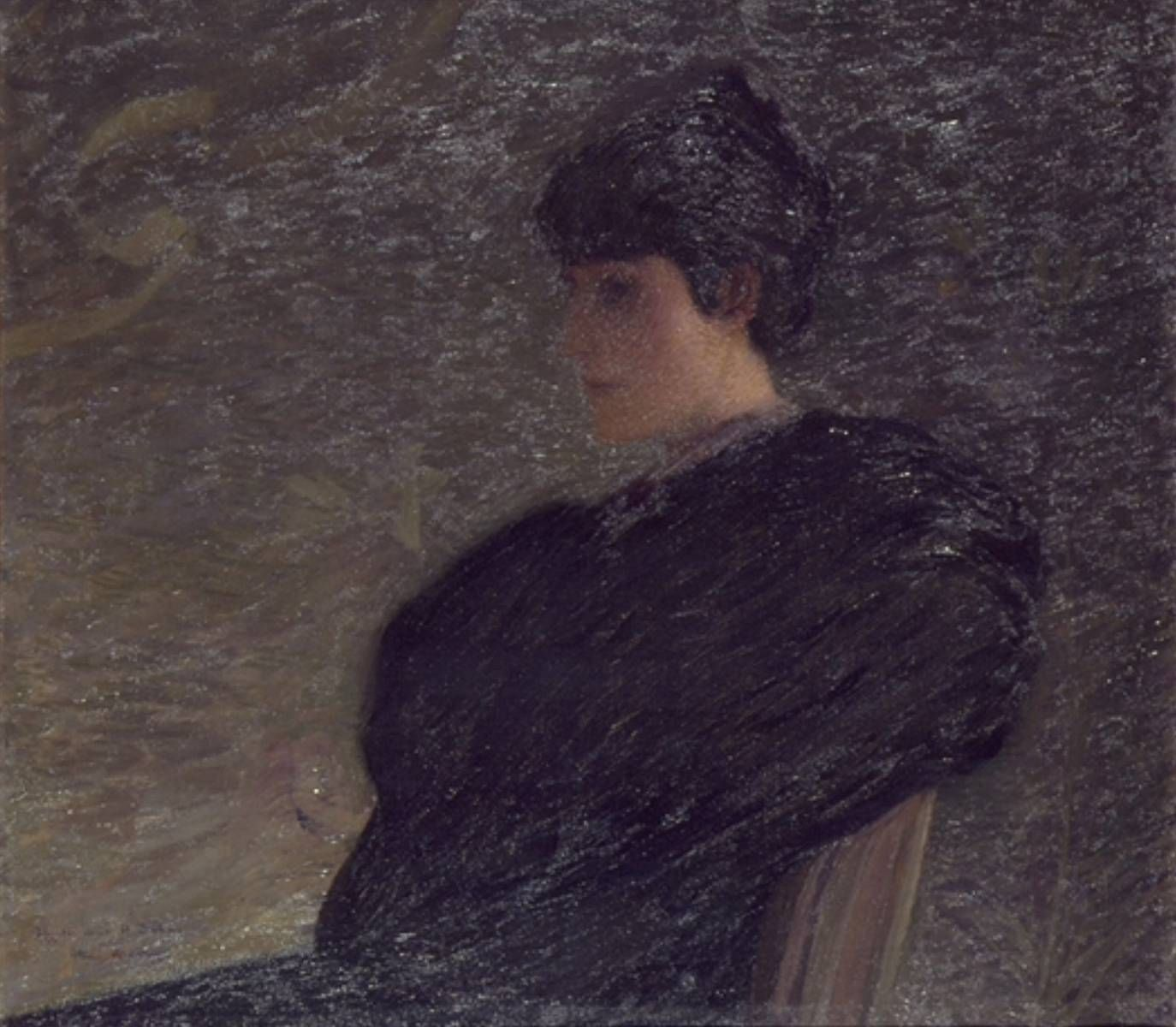
Henri Martin, Portrait de Marie Duhem, huile sur toile, musée de la Chartreuse de Douai.
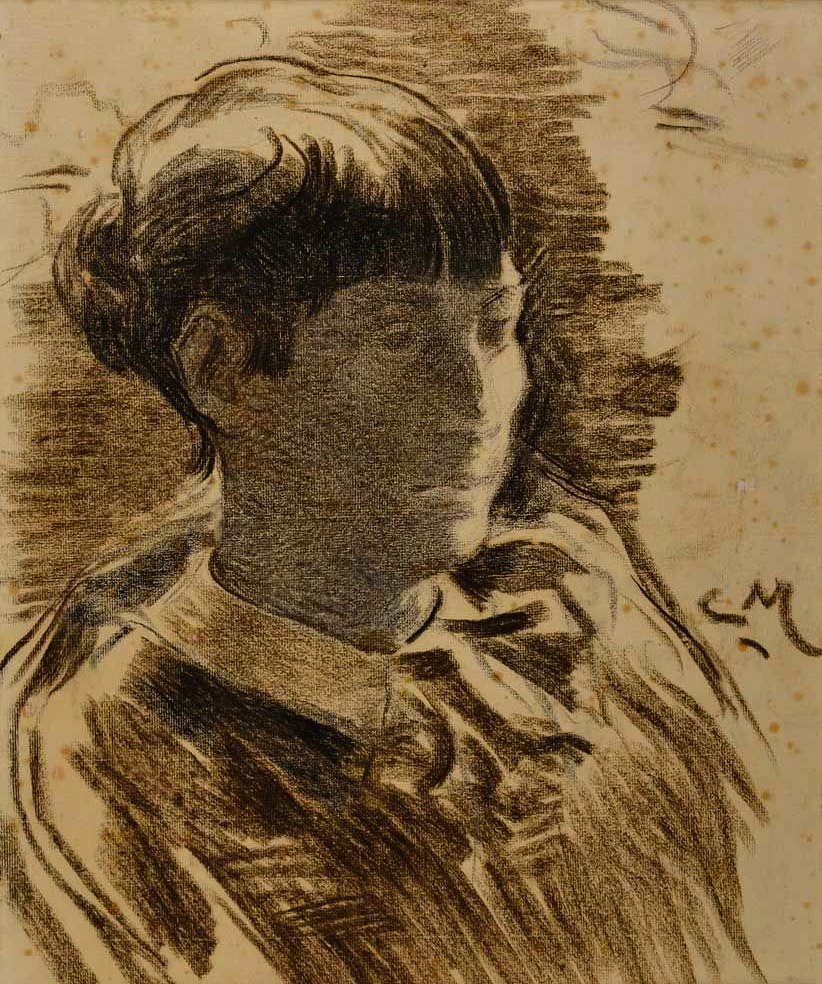
Constantin Meunier, Portrait de Marie Duhem, pastel à l'huile sur papier, musée de la Chartreuse de Douai.
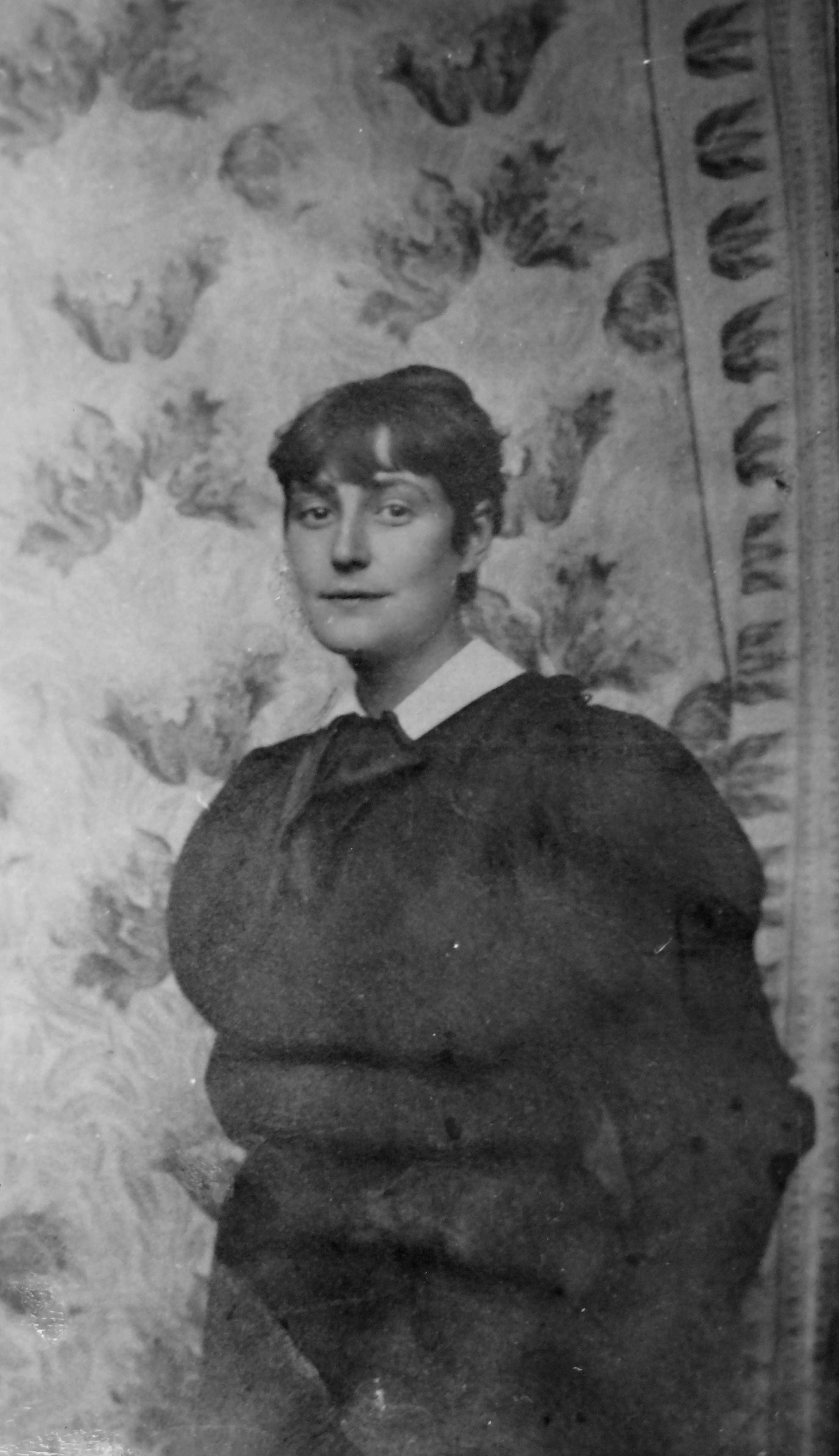
Portrait de Marie Duhem vers 1910, photographie anonyme[10].

## Philatélie
Un timbre postal français, représentant les Reines marguerites dans un vase (huile sur toile, Paris, musée d’Orsay), a été édité à 5 millions d'exemplaires et mis en circulation le 4 mai 2015. Il intègre le carnet de 12 timbres intitulé Bouquets de fleurs proposant des reproductions de peintures de bouquets de fleurs réalisées par des peintres des XIXe et XXe siècles.